# 王擎 (1965年)
王擎（1965年—），甘肃定西人，中国遗传生物学家，华中科技大学生命科学与技术学院院长、华中科技大学人类基因组研究中心主任。

## 生平
1984年毕业于甘肃农业大学农学系，1991年起在中国农业科学院学习，1993年取得康奈尔大学遗传学和发育生物学专业博士学位。后历任任克里夫兰州立大学正教授、克利夫兰诊所心血管遗传中心主任等。2020年5月，被美国指控触犯虚假声明和电汇诈骗罪，此项指控被认为是中国行动计划的一部分。2021年7月，俄亥俄州当地检察官撤回了对其的指控。